# Raúl Zurita
Vous pouvez aider à l'améliorer ou bien discuter des problèmes sur sa page de discussion.
- La traduction doit être revue. Le contenu est difficilement compréhensible à cause d’erreurs de traduction, peut-être dues à l’utilisation d’un logiciel de traduction automatique. (Marqué depuis décembre 2019)
- La traduction est incomplète. (Marqué depuis décembre 2019)

Raúl Zurita Canessa, né le 10 janvier 1950 à Santiago, est un poète chilien, prix national de littérature du Chili 2000 et prix ibéro-américain de poésie Pablo Neruda 2016.

## Biographie
Fils de Raúl Armando Zurita Inostroza et de l'italienne Ana Canessa Pessolo, il apprend très tôt l'italien. Son père meurt à l'âge de 31 ans, alors qu'il n'a que deux ans et sa sœur Ana María seulement trois mois. Pour subvenir aux besoins de la famille, sa mère devient secrétaire, tandis que leur grand-mère Josefina s'occupe des enfants et leur relate des passages de La Divine Comédie. Ce poème de Dante devient la première œuvre littéraire qu'il découvre, contenant « les images et des thèmes que Raúl était destiné à écrire ».
Il déclare, au sujet de son enfance et de sa mère : « Ma maman était une dame venue d'Italie à 15 ans, qui s'est mariée et s'est soudain vue seule avec deux enfants, et a dû gagner sa vie comme secrétaire. La menace était toujours la misère. Mon enfance a été un monde de pauvreté, mais pas d'une pauvreté de prolétaire. […] Mon papa est mort à 31 ans. Il a étudié l'ingénierie et bien après il tomba malade de pleurésie. Ma grand-mère s'opposa fermement à ce que ma maman se mariât avec lui, parce qu'était un uomo malato, un homme malade. Et il l'a été en effet. Il est mort trois ans plus tard. Ma grand-mère devint veuve deux jours après ».
De sa grand-mère Josefina, il ajoute : « c'était une personne absolument nostalgique de l'Italie. Il lui a toujours semblé que son pays d'arrivée était une misère. Elle n'a jamais appris à bien parler castillan. Et la façon qu'elle avait, je crois, de lutter contre sa nostalgie était nous parler en permanence de l'Italie, à moi et à ma sœur lorsque nous étions enfants. Elle parlait de ses musiciens, de Verdi, de Michel-Ange, de De Vinci, mais celui dont elle parlait le plus était Dante. Elle nous racontait des contes, et ces contes avaient toujours un rapport avec La Divine comédie. Surtout avec l'enfer qu'elle savait par cœur. Alors, pour moi, La Divine comédie n'a jamais été intellectuelle, c'était biographique, parce que j'aimais ma grand-mère. Je n'ai jamais pu me débarrasser de ce livre, et lorsque j'ai commencé à écrire j'ai entendu la voix de ma grand-mère me disant ses contes, ses histoires de Francesca et Paolo de Rímini, du conte Ugolino. »
Zurita étudie au lycée Lastarria puis l'université technique Federico Sainte María de Valparaíso, où il est diplômé comme ingénieur du génie civil. C'est pendant cette période qu'il adhère au parti communiste où il milite toujours.
Vers 1970, il partage la bohème littéraire porteña avec Juan Luis Martínez, Eduardo Embry, Sergio Badilla Castillo et Juan Cameron, entre autres.
Zurita se marie à vingt ans avec la plasticienne Miriam Martínez Holger, sœur de son ami poète Juan Luis. Le couple a trois enfants : Iván (né en 1971, architecte), Sileba (naissance en 1973, artiste) et Gaspar (1974, cinéaste qui habite à Paris). Peu après la naissance de ce dernier, il divorce. 

### Le coup d’État militaire et la dictature
À 6 heures du matin, le 11 septembre 1973, lors du putsch d'Augusto Pinochet, alors qu'il allait petit-déjeuner à l'université, il est arrêté par une patrouille militaire.
Il est d'abord emmené au stade de Playa Ancha. Quatre jours après, pendant 21 jours, il est prisonnier dans les caves du cargo Maipo, avec 800 personnes, dans un espace d'une capacité de 50 personnes, où il est torturé,.
Après sa mise en liberté, il cherche un travail pour subvenir aux besoins de ses enfants. « Je suis devenu vendeur d'ordinateurs et ce métier a démontré que je ne suis pas bon vendeur. J'ai survécu quelques années en volant des livres chers, d'architecture ou de médecine, pour les vendre. Jusqu'à être attrapé », explique-t-il en 2014 lors d'un entretien.
« En 1979, lorsqu'est sorti mon premier livre, Purgatorio, je pouvais le voir dans les vitrines de toutes les librairies de Santiago. Mais je ne pouvais pas y entrer. L'accord pour ne me commander pas détenu m'interdisait encaisser à n'importe quelle librairie et je suis resté fiché en toutes », raconte Zurita.
À cette époque naît le groupe CADA (Collectif d'actions d'art), où participent le sociologue Fernando Balcells, et les artistes Lotty Rosenfeld, Juan Castillo et Diamela Eltit.
Avec Eltit, qu'il connut en 1974, il forme son deuxième foyer, qui dure 11 ans et ils ont un fils, Felipe (musicien).
Zurita, considéré comme un des plus radicaux de ce groupe, a réalisé des actions variées en utilisant son corps comme moyen d'expression, mais réalise également de l'automutilation (autolesión ou automutilación) : se lancer de l’ammoniaque aux yeux ou brûler sa joue avec un fer ardent. Avec ces actes qui firent polémique, le poète « voulait exprimer l'impuissance face à la réalité et le besoin de dire sans mots ». Il réalise une performance en se masturbant en 1979, intitulée No puedo más dans la galerie Chaux de Santiago face à une peinture de Juan Dávila.
Son premier livre, Purgatorio (1979, allusion à Dante), « a déconcerté autant les lecteurs que des critiques de l'époque ». La couverture était une photo en blanc et noir de la cicatrice qu'y avait laissé au poète la brûlure qu'il se fit lui-même dans sa joue. Ce recueil de poèmes est, d'après Mémoire Chilienne, « le premier pas d'un projet de restituer la vie de l'auteur — son esprit, son corps, son martyre — dans la poésie, à l'instar de Antonin Artaud et André Breton dans les Manifestes surrealistes de 1924 ». Auparavant il avait publié dans des revues universitaires comme Quijada et Manuscrits (département d'études humanísticos de l'université du Chili), que dirigeait Cristian Huneeus. 
Le deuxième sort trois ans plus tard et s'appelle Anteparaiso. Selon Rodrigo Cánovas, auteur de Lihn, Zurita, Ictus, Radrigan : littérature chilienne et expérience autoritaire, ce recueil de poèmes, ainsi que le précédent sont « une libération vis-à-vis des codes répressifs qui, à travers l'Histoire, ont tenté de soumettre le langage  ».
Le 2 juin 1982, son poème La Vie nouvelle est écrit dans le ciel de New York, moyennant cinq avions qui traçaient les lettres avec la fumée blanche. Cette création est composée de quinze phrases de 7-9 kilomètres de long, en espagnol. Le travail est filmé par l'artiste Juan Downey. En octobre 2012, le compositeur Javier Farías présente à New York, la pièce chorale Chants de vie nouvelle, basée sur ce poème de Zurita.
Une autre de ses actions artistiques consiste à refléter dans le désert du Chili la phrase Ni peine ni peur.
Entre 1979 et 1993, Zurita écrit la trilogie Purgatorio (1979), Anteparaíso (1982) et La Vie nouvelle (1994), où il parcourt les paysages les plus variés depuis des déserts, plages, cordillères, prairies et rivières. Ces œuvres sont considérées comme les plus importantes de sa production.

### En démocratie

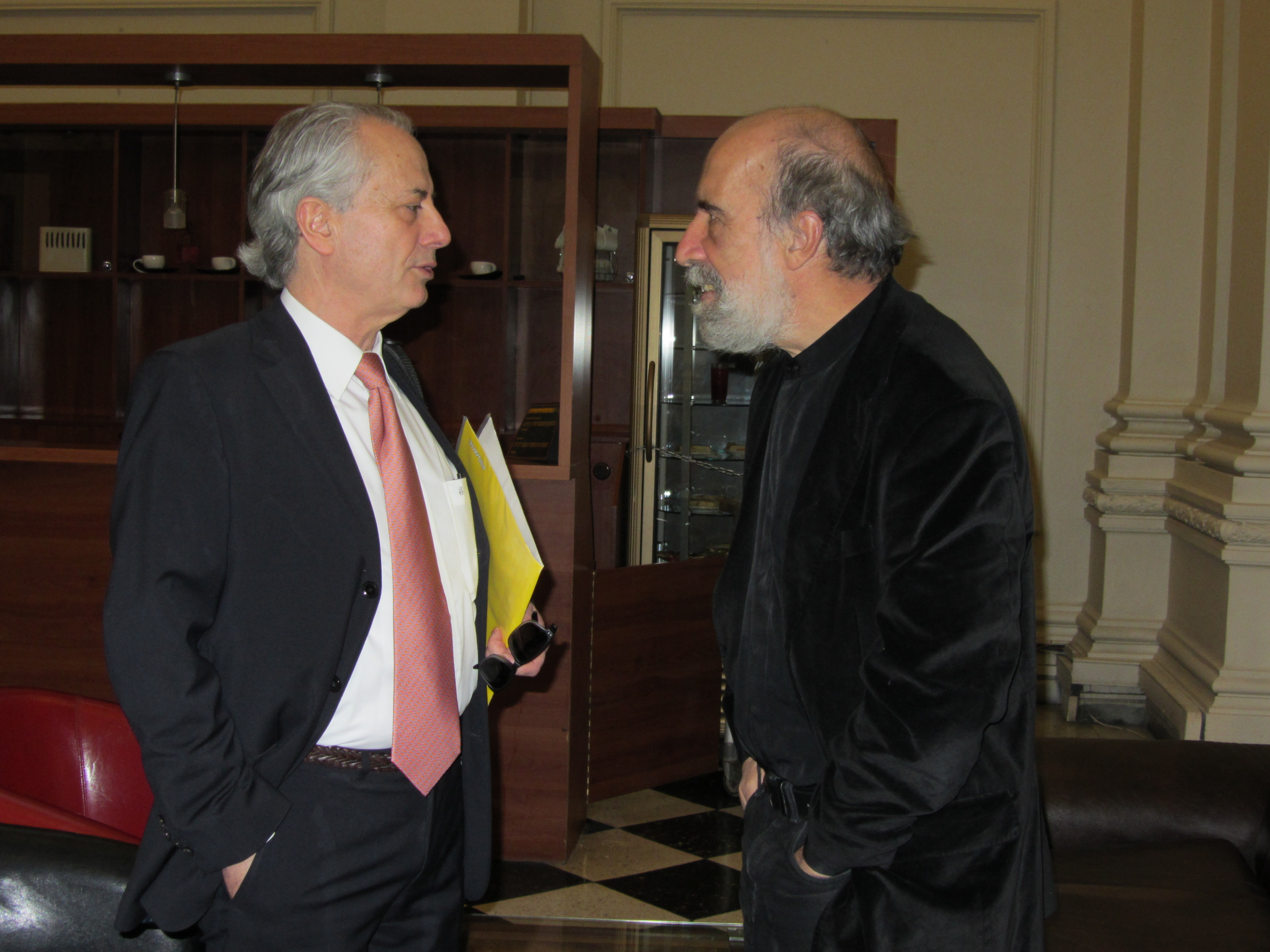
Zurita avec le fils ainé de Gonzalo Rojas, Rodrigo Tomás; avril de 2013.

Sous le gouvernement de Patricio Aylwin, sa maladie de Parkinson se manifeste.
En 2001, un an après avoir reçu le prix national de littérature chilien, il se sépare de sa troisième conjointe, Amparo Mardones Viviani, après une relation de quinze ans. Quelques mois après il rencontre Paulina Wendt, une collègue de l'université dans laquelle il étudiait, qui a seize ans de moins que lui.
En 2002, à Berlin grâce à une bourse, Zurita rencontre une sensation de vide qui lui donne des idées de suicide, il manifeste également contre George W. Bush. Il commence un livre de plus de 750 pages : Zurita (défini par Patricio Fernández, directeur de The Clinic, comme une autobiographie). À son retour de Berlin, il retrouve Paulina Wendt qu'il épouse en 2009 ; il lui dédicace tous ses livres publiés après le 2000 : « À Paulina Wendt avec qui je mourrai ».
En 2007 est paru Los paises muertos, livre qui a provoqué une forte polémique, car plusieurs personnages chiliens étaient mentionnés. À la fin de l'année 2007, il publie au Mexique Los ciudades de agua, et en 2008, Cinco Fragmentos. Zurita est un grand fumeur, mais arrête en 2008, à cause de sa maladie.

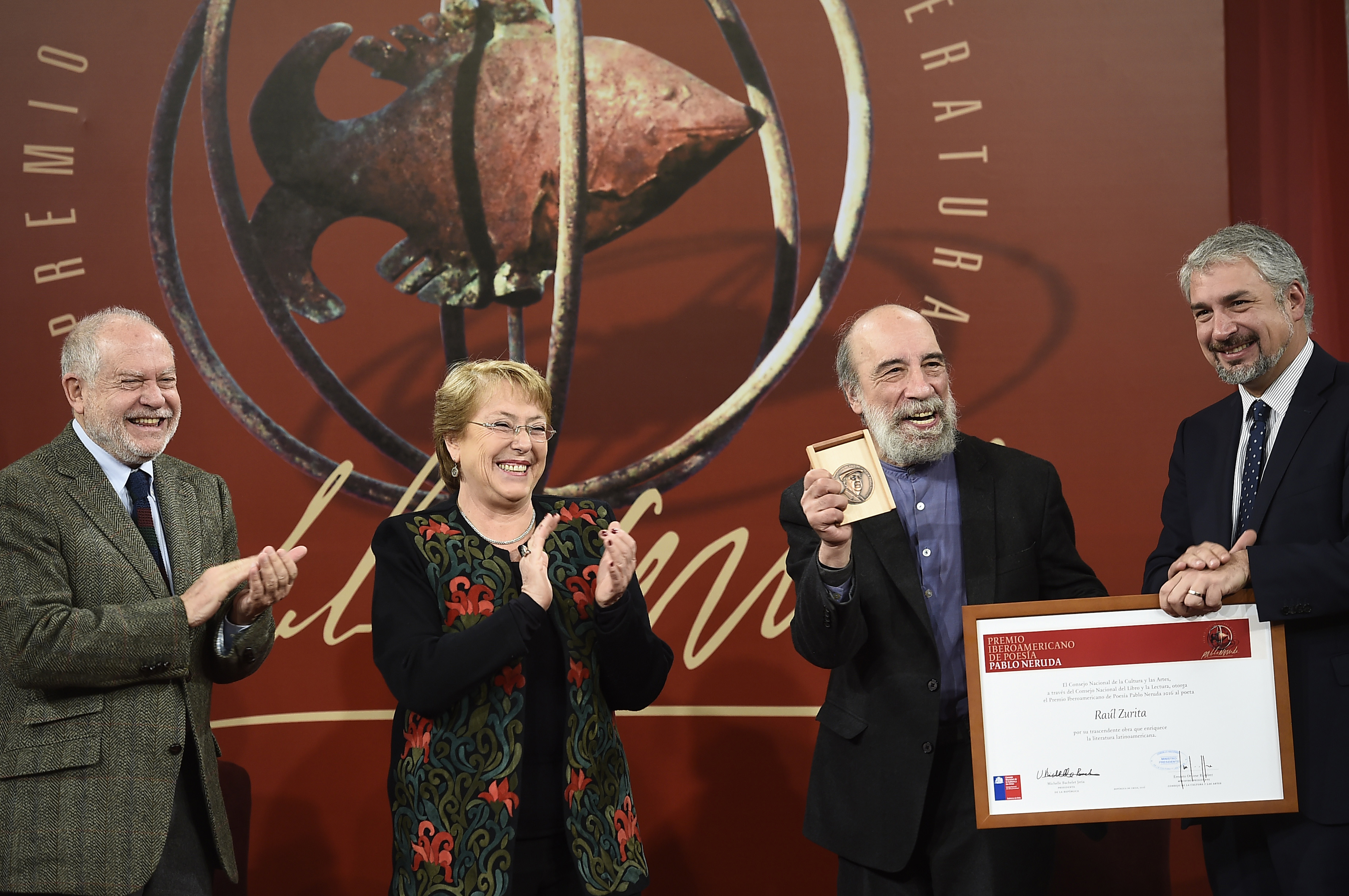
Zurita en recevant le prix iberoaméricain de Poésie Pablo Neruda en juillet 2016 des mains de la présidente Michelle Bachelet et du ministre Ernesto Ottone.

Zurita est professeur invité dans les universités de Tufts, de Californie et d'Harvard ; il enseigne à Diego Portales.
Divers chercheurs étrangers ont consacré des thèses à son écriture poétique, comme le Français Benoît Santini (Le discours poétique de Raúl Zurita : entre silence et engagement manifeste dans le Chili des années 1975-2000, 2008). 
Le 5 mars 2015, il reçoit un doctorat honoris causa de l'université d'Alicante et le 6 novembre, en reçoit un autre de l'université technique Federico Sainte María. Il reçoit le prix iberoaméricain de poésie Pablo Neruda en 2016. 
Ses œuvres sont traduites en anglais, allemand, français, bengalí, chinois, italien, russe, hindi, slovène et en grec.

### Musique

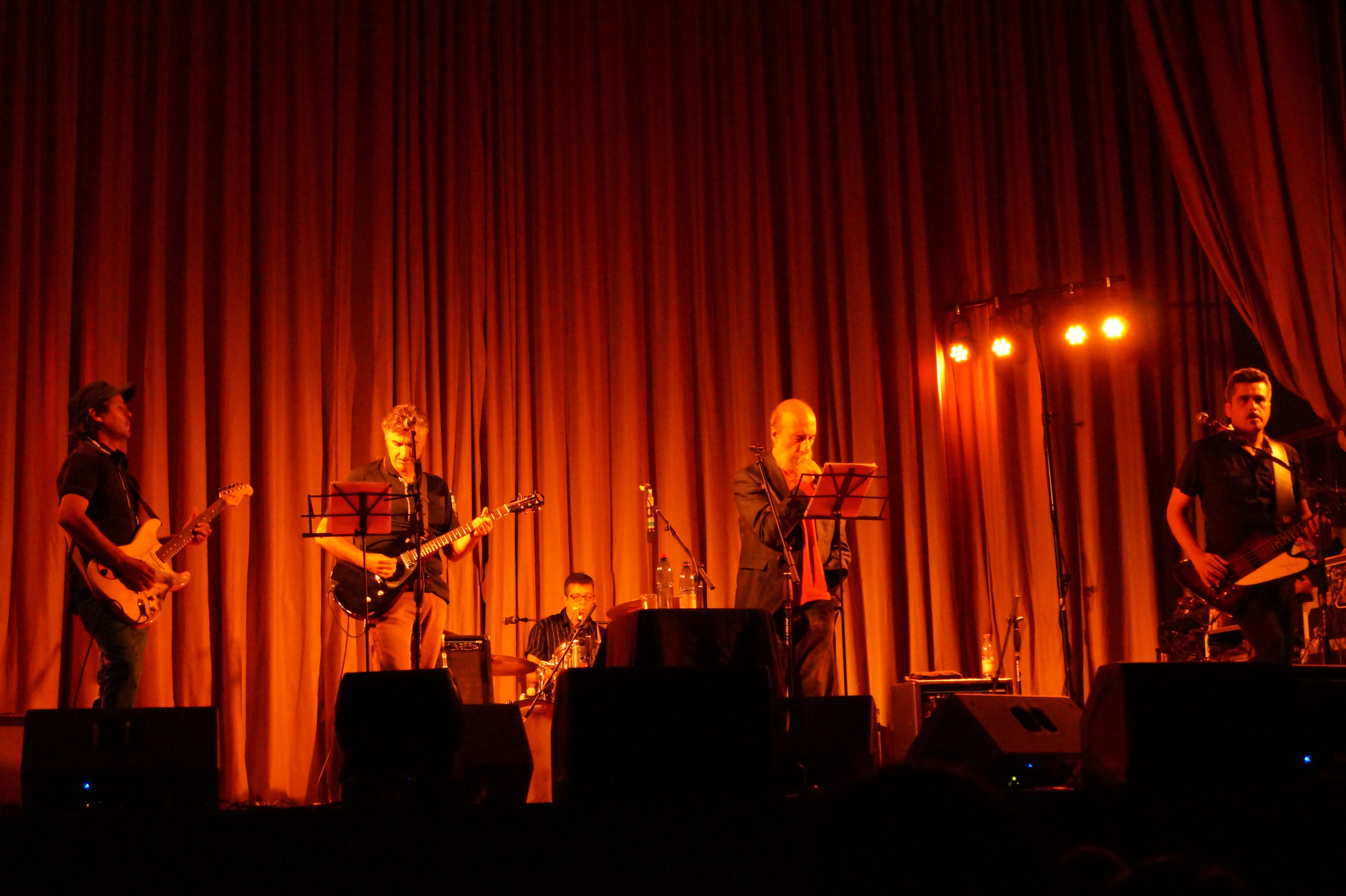
Présentation de Raúl Zurita et Gonzales y los Asistentes, grand amphithéâtre de l'université de Valparaíso en 2017.

Depuis 2008, Zurita s'unit au groupe Gonzales y los Asistentes, dirigé par le poète et musicien Gonzalo Henriquez, pour composer de la musique à partir de poèmes. De ce travail conjoint vient l'album Déserts d'amour (2011), qu'ils ont présenté en direct au Chili et en Argentine.
En juillet 2014, il participe au concert du trentième anniversaire du groupe chilien Electrodomesticos avec la reprise de la chanson Yo la quería dans l'album ¡Viva Chile ! de 1986.

## Œuvres
- 1979 : Purgatorio, Éditorial Universitaire, Santiago (en Espagne : Visor, 2010) ;
- 1982 : Anteparaíso, Éditeurs Associés, Santiago (en Espagne : Visor, 1996, édition révisée ; aux États-Unis la University of Californie Press a édité une édition bilingue en 1986, avec la traduction de Jack Schmitt) ;
- 1983 : Littérature, langage et société (1973–1983), essai, CENECA, Santiago ;
- 1984 : El paraíso está vacío, Mario Fonseca Éditeur, Santiago ;
- 1985 : Canto a su amor desaparecido, Universitaire, Santiago (réédité par les éditions UDP en 2019, avec prologue de l'écrivaine argentine Maria Brun) ;
- 1987 : L'Amour du Chili, Montt Palumbo, Santiago ;
- 1990 : Sélection de poèmes, Eds. Université de la Frontière, Temuco ;
- 1994 : La vida nueva, Universitaire, Santiago ;
- 1997 : Canto de los ríos que se aman, Universitaire, Santiago ;
- 1999 : Le Jour le plus blanc, récit autobiographique; Aguilar, Santiago ; révisé par l'auteur dans l'édition de Littérature Random House, Santiago 2015 ;
- 2000 : Sur l'amour, la souffrance et le nouveau millénaire, essai, Éditorial Andrés Beau, Santiago ;
- 2000 : Poèmes militants, Dolmen Éditions, Santiago ;
- 2003 : INRI, Fond de Culture Économique, Santiago (Visor, 2004 ; Maison des Amériques, La Havane, 2006) ;
- 2004 : Ma joue est le ciel lancé, prologues et sélection de Jacobo Sefamí et Alejandro Tarrab, Institut Coahuilense de Culture, Éditorial Aldus, Fonds National pour la Culture et les Arts, Saltillo, Coahuila ;
- 2004 : Poèmes, anthologie, Codex, Publications du Centre d'Études de l'Amérique Latine, l'Inde ;
- 2005 : Ta vie en s'abattant, Buenos Aires, Eloísa Cartonera ;
- 2005 : Mes amis croient, Éditorial Lundi, le Costa Rica ;
- 2006 : Les Poèmes morts, essais, Livres du Seuil, le Mexique ;
- 2006 : Les Pays morts, Santiago, Éditions Tácitas ;
- 2006 : LVN. Le pays de tables, Éditions Montez Carmelo, le Mexique ;
- 2007 : Poèmes d'amour, sélection de Sergio Ojeda Barías, Santiago, Mago Éditeurs ;
- 2007 : Las Ciudades de Agua, Éditions Était / Université des Amériques, le Mexique ;
- 2008 : In memoriam, Éditions Tácitas, Santiago ;
- 2008 : Cinq fragments (progression de Zurita), Santiago, Animita Cartonera ;
- 2009 : Cahiers de guerre, (progression de Zurita), Éditions Tácitas, Santiago (en Espagne: Amargord, Madrid, 2009) ;
- 2009 : Poèmes 1979-2008, anthologie, Fenêtre Ouverte Éditions, le Chili ;
- 2010 : Sueños para Kurosawa, (progression de Zurita), Pen Press ;
- 2011 : Zurita, Éditions UDP, Santiago (en Espagne: Délire. Salamanque, 2012 ; en Mexique : Aldus, le Mexique D.F., 2012) ;
- 2013 : Nouvelles fictions, récits, Santiago, LOM Éditions ;
- 2015 : Tu vida rompiéndose, anthologie personnelle, Santiago / Barcelone, Éditorial Lumen ;
- 2017 : Verás, anthologie, sélection et prologue du poète Héctor Hernández Montecinos, Éditions Bibliothèque nationale ;
- 2018 : La Vie nouvelle, version finale, Santiago / Barcelone, Éditorial Lumen.

### Discographie
- 2011 : Desiertos de amor (avec Gonzáles y Los Asistentes )

## Prix et distinctions
- 1988 : prix Pablo-Neruda (Chili)
- 1994 : prix Périclès d'or (Italie)
- 1995 : prix municipal de poésie de Santiago (Chili), pour La Vie nouvelle
- 2000 : prix national de littérature (Chili)
- 2002 : bourse Künstlerprogramm DAAD (Berlin, l'Allemagne)
- 2006 : prix de poésie José-Lezama Lima, par INRI (Cuba)
- 2012 : prix de la Critique, par Zurita (Chili)
- 2015 : prix au mérite littéraire international Andrés-Sabella, à la foire internationale du livre Zicosur (Antofagasta, Chili)
- 2016 : prix ibero-americain de poésie Pablo-Neruda (Chili)
- 2017 : prix José-Donoso (Chili)
- 2018 : prix Asan Viswa Kavitha Puraskaram (Inde)[16]
- 2018 : prix international Alberto-Dubito (Italie)[17]

### Reconnaissances académiques
- 1984 : bourse Guggenheim
- 2015 : docteur honoris causa par l'université d'Alicante, l'Espagne[13]
- 2015 : professeur émérite par l'université Diego-Portales, le Chili[18]
- 2015 : docteur honoris causa par l'université technique Federico-Sainte-María, Chili[19],[20].